# Al-Haffah
Al-Haffah (tiếng Ả Rập: الحفة) là một thị trấn ở tây bắc Syria thuộc hành chính đến Latakia, nằm 33 kilômét (21 dặm) về phía đông của Latakia. Đây là trung tâm của quận al-Haffah, một trong bốn quận (mantiqah) của chính quyền tỉnh Latakia. Nằm ở độ cao trung bình 310 mét (1.020 foot) so với mực nước biển, dân số của al-Haffa là 4.298 trong năm 2004 theo Cục Thống kê Trung ương (CBS). Cùng với các ngôi làng xung quanh trong tiểu khu al-Haffa (nahiya) al-Haffa lớn hơn có dân số 23.347. Một nửa cư dân của thị trấn là người Hồi giáo Sunni, khoảng 40% là người Alawite, trong khi Kitô hữu chiếm khoảng 10% dân số. Các cộng đồng đã sống cùng nhau ở al-Haffah trong nhiều thế kỷ.
Cư dân của al-Haffa chủ yếu tham gia vào nông nghiệp. Thị trấn sản xuất nhiều loại trái cây như ô liu, vả, lựu, táo và lê.

## Lịch sử
Al-Haffa được bao quanh bởi những ngọn núi và chỉ 7   km về phía tây của lâu đài Salah Ed-Din, một di sản thế giới của UNESCO. Khu vực này có một lịch sử cổ xưa bắt đầu với việc định cư của người Phoenicia. Sau đó, nó trở thành một điểm chiến lược cho quân Thập tự chinh xâm lược.
Nhà địa lý người Syria Yaqut al-Hamawi đã đến thăm al-Haffah vào đầu thế kỷ 13, dưới thời cai trị của Ayyubid và lưu ý rằng đây là một quận ở phía tây Halab (Aleppo), bao gồm nhiều ngôi làng. Những tấm vải được gọi là Haffiyyah đến từ đây.. " 
Năm 1919, al-Haffah là một phần của cuộc nổi dậy nhỏ do Umar al-Bitar lãnh đạo ở vùng Sahyun mà al-Haffah là trung tâm. Trong khoảng thời gian này, nó đã tham gia cuộc nổi dậy của Saleh al-Ali, liên minh với al-Bitar.
Từ ngày 5 đến ngày 13 tháng 6 năm 2012, thị trấn đã tham gia vào Trận Al-Haffah như một phần của cuộc nổi dậy ở Syria, trong đó gần như toàn bộ dân chúng chạy trốn khỏi thành phố.